# Ficus longifolia
Ficus longifolia là một loài thực vật có hoa trong họ Moraceae. Loài này được Schott mô tả khoa học đầu tiên năm 1827.

## Hình ảnh

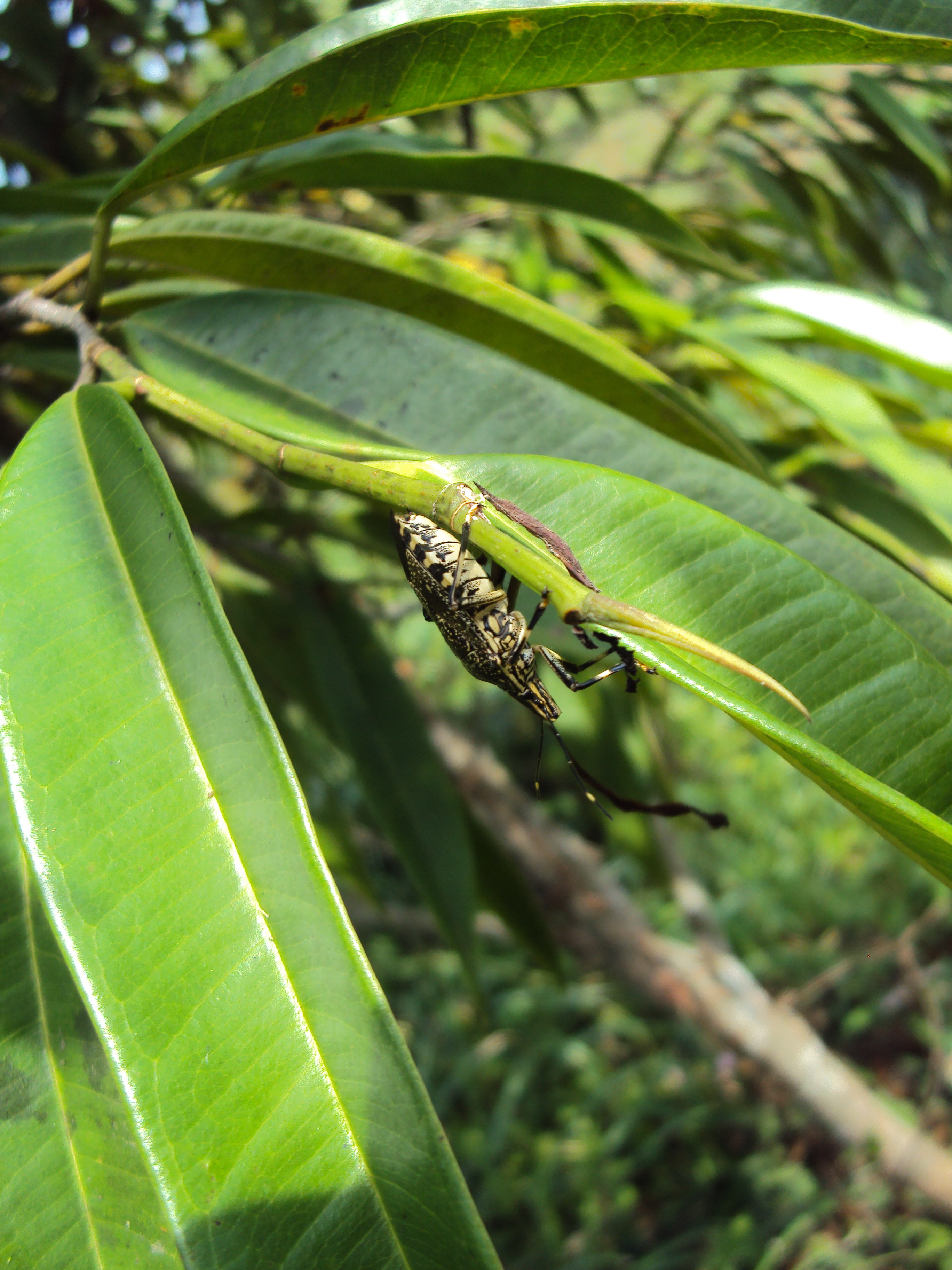
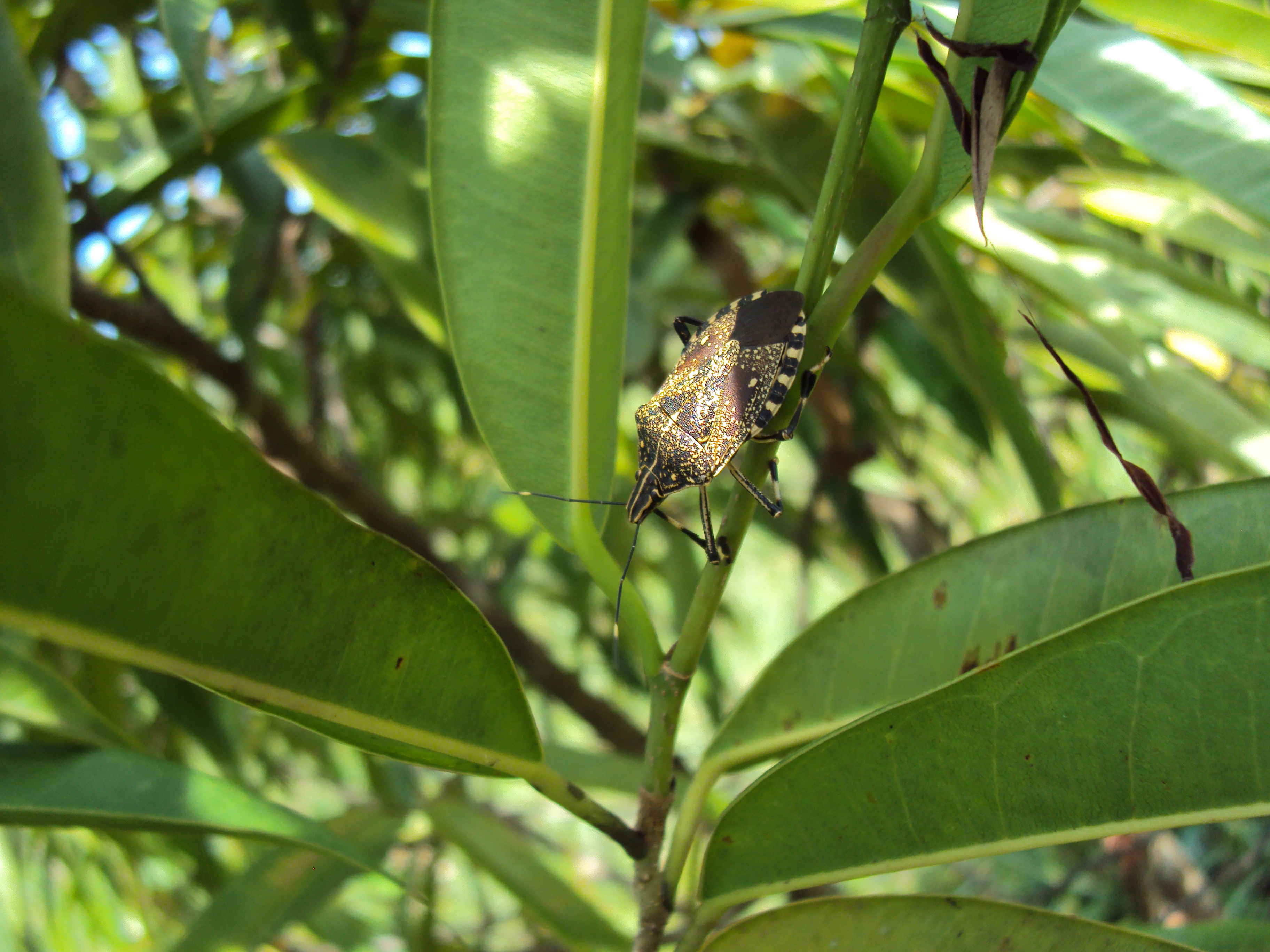
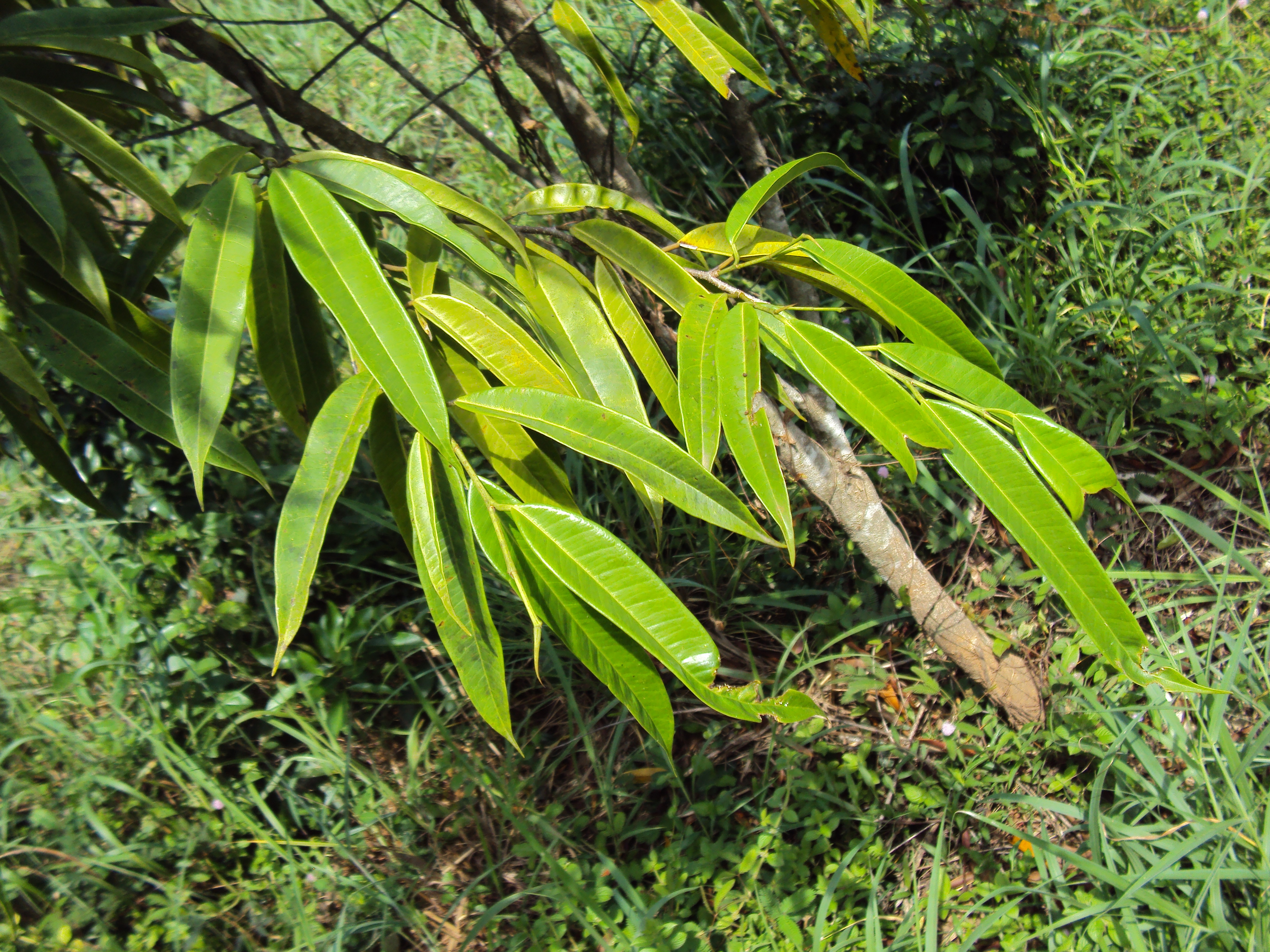
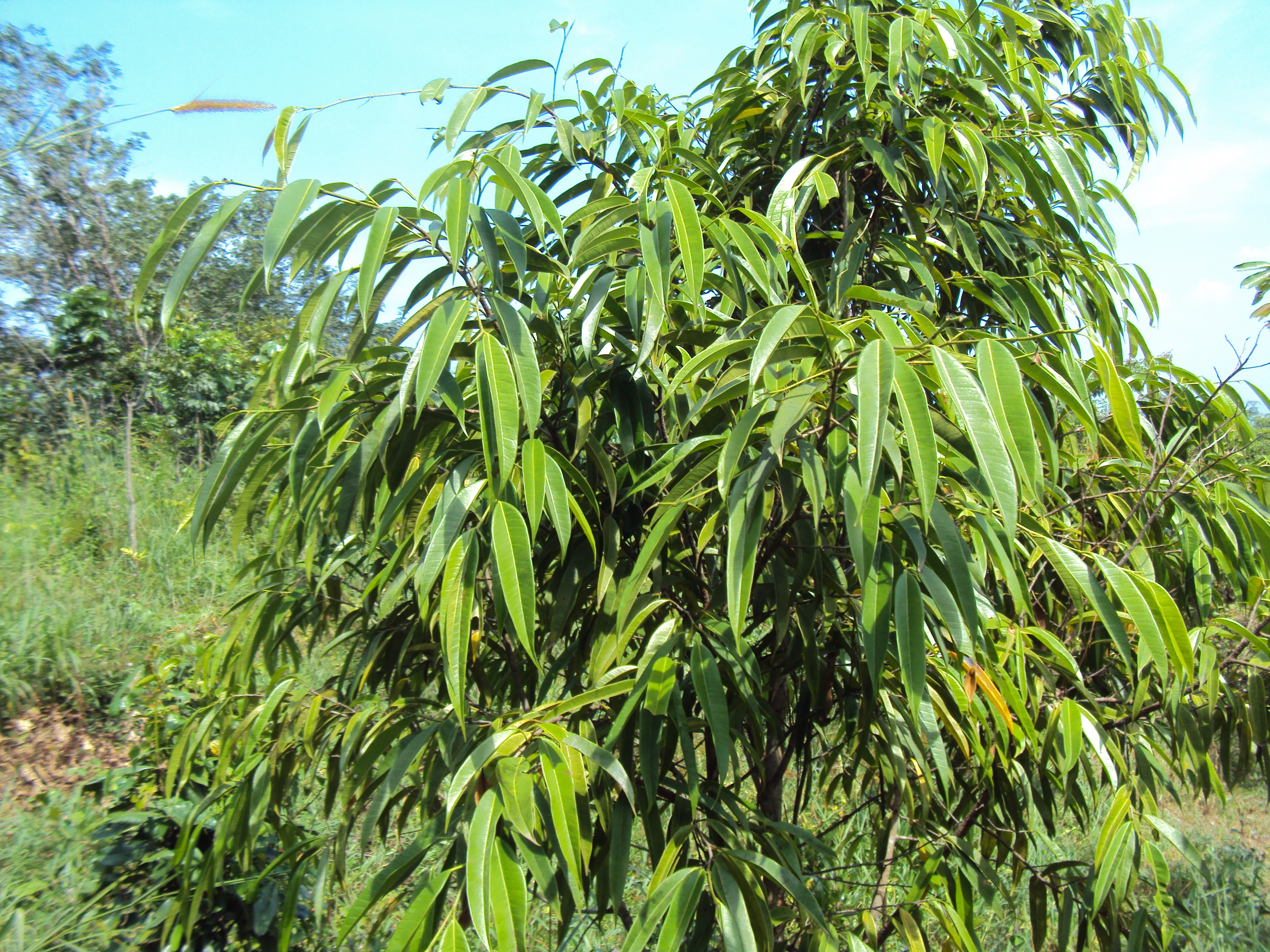